# نمنمة الشجر

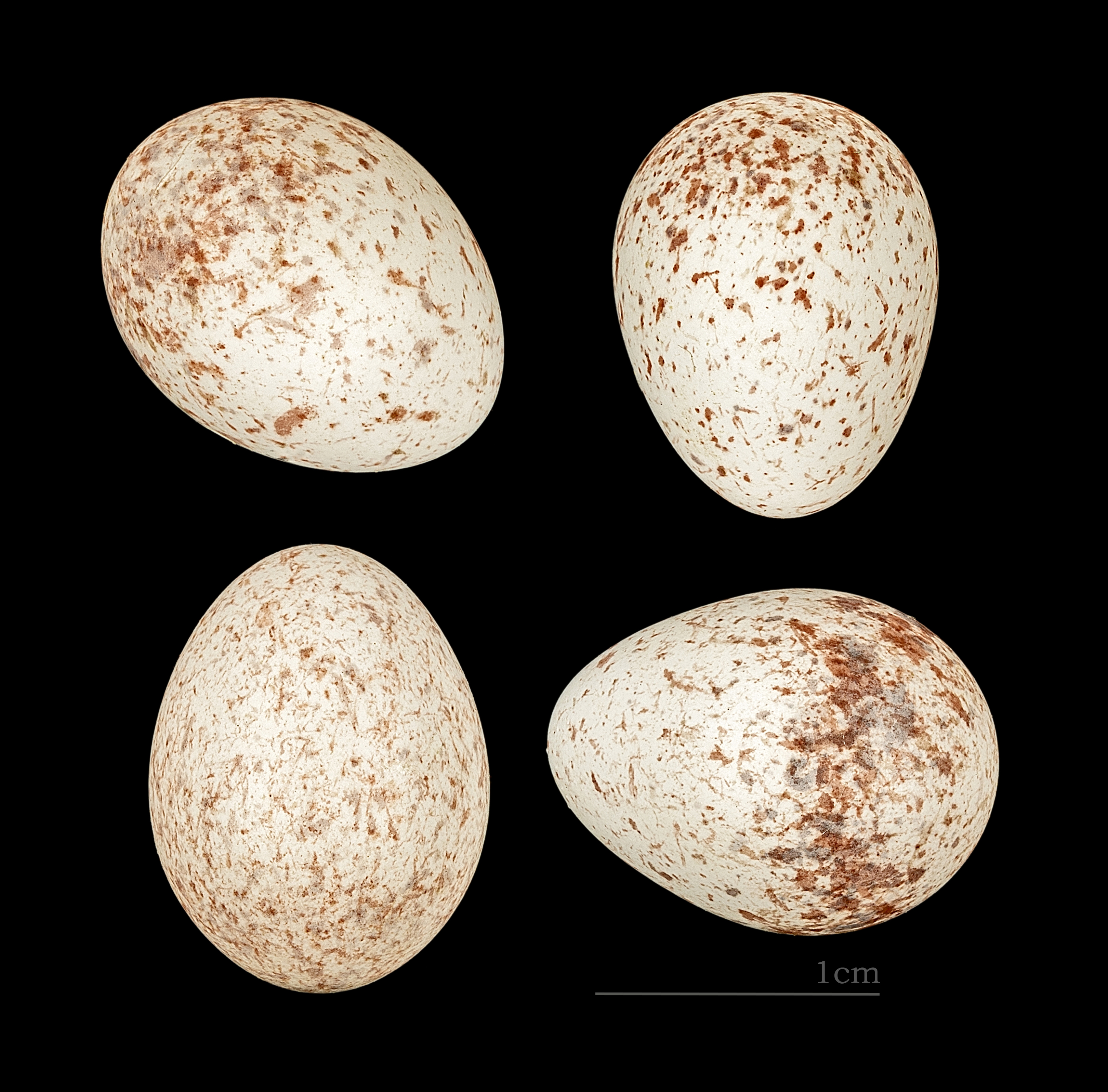
Scotocerca inquieta saharae

نمنمة الشجر (الاسم العلمي: Scotocerca  inquieta) (بالإنجليزية: Streaked  Scrub  Warbler)‏ هو طائر ينتمي إلى الهازجات (فصيلة: Cisticolidae).

## ا
- قائمة طيور مصر